# هوغو غونس
هوغو غونس (بالإنجليزية: Hugo Guinness)‏ هو كاتب سيناريو ومؤلف ورسام توضيحي بريطاني، ولد في 12 سبتمبر 1959 في لندن في المملكة المتحدة.

## وصلات خارجية
- هوغو غونس على موقع IMDb (الإنجليزية)
- هوغو غونس على موقع ألو سيني (الفرنسية)
- هوغو غونس على موقع أول موفي (الإنجليزية)
- هوغو غونس على موقع قاعدة بيانات الأفلام السويدية (السويدية)
- هوغو غونس على موقع قاعدة بيانات الفيلم (الإنجليزية)
- هوغو غونس على موقع كينوبويسك (الروسية)